# Kara Tointon
Kara Louise Tointon (Basildon, 5 agosto 1983) è un'attrice britannica.

## Filmografia parziale

### Cinema
- The Football Factory, regia di Nick Love (2004)
- The Sweeney, regia di Nick Love (2012)
- Last Passenger, regia di Omid Nooshin (2013)
- Let's Be Evil, regia di Martin Owen (2016)

### Televisione
- Teachers - serie TV, 8 episodi (2001)
- Harry and Cosh - serie TV, 14 episodi (2002-2003)
- Boudicca (Boudica) - film TV (2003)
- Dream Team - serie TV, 23 episodi (1999-2005)
- EastEnders - serie TV, 345 episodi (2005-2009)
- Mr Selfridge - serie TV, 20 episodi (2015-2016)
- The Halcyon - serie TV, 8 episodi (2017)
- Archie - miniserie TV, 4 episodi (2023)